# Hybomitra lasiophthalma
Hybomitra lasiophthalma är en tvåvingeart som först beskrevs av Macquart 1838.  Hybomitra lasiophthalma ingår i släktet Hybomitra och familjen bromsar. Inga underarter finns listade i Catalogue of Life.